# Гоголеве (село)
Го́голеве — село в Україні, у Шишацькій селищній громаді Миргородського району Полтавської області. Населення становить 524 осіб. До 2015 орган місцевого самоврядування — Гоголівська сільська рада.
Відстань до центру громади становить близько 16 км і проходить автошляхом місцевого значення.

## Географія

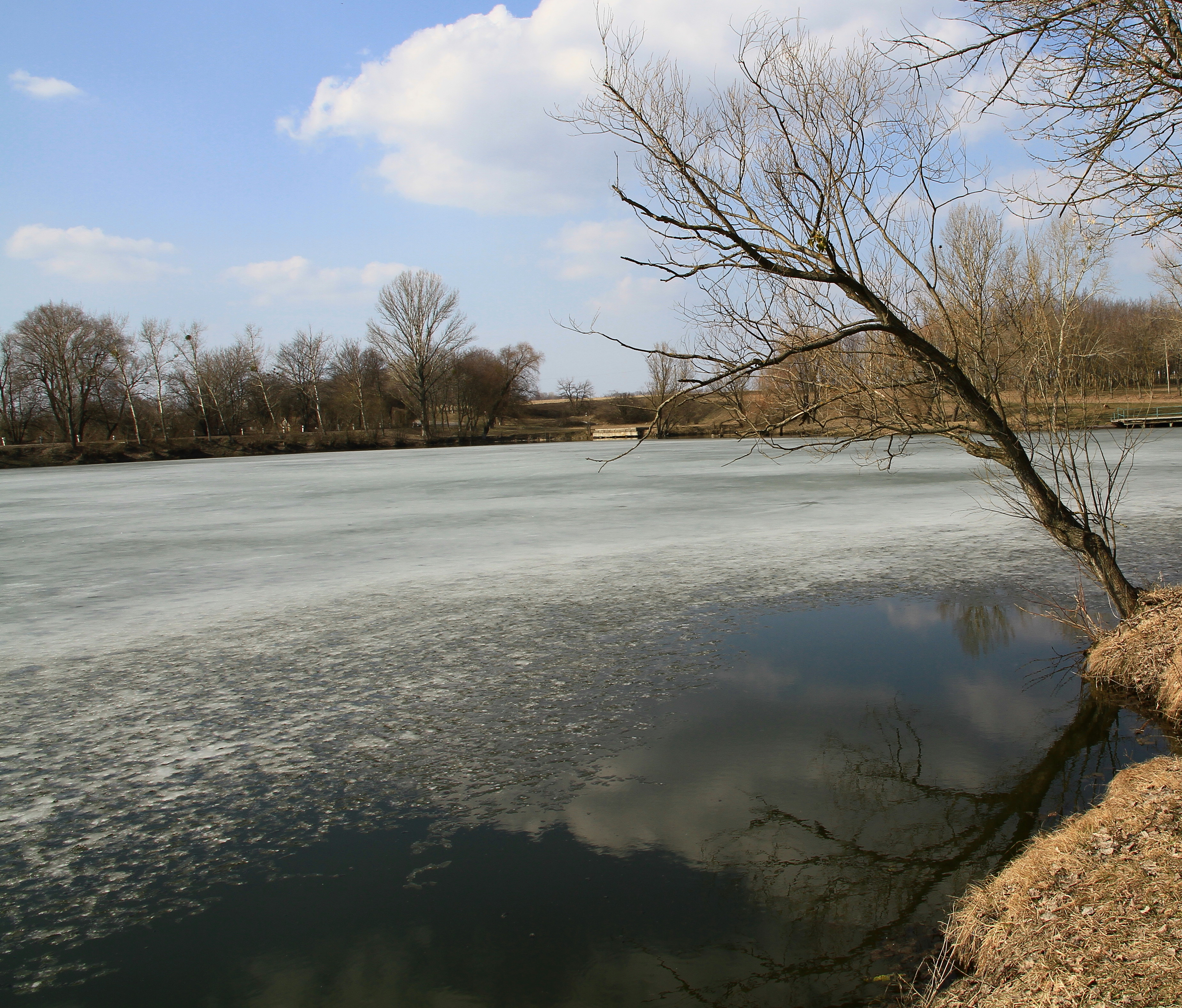
Став у парку

Село Гоголеве розташоване на відстані 3-х км від лівого берега річки Грузька Говтва, за 0,5 км від сіл Воронянщина та Шарлаївка. Селом протікає струмок, що має назву Гоголівський.

## Історія
У 1780-х роках на хуторі нараховувалося 19 хат, що належали бунчуковому товаришу Семену Лизогубу. У 1782 році тут проживало 144 жителя.
1781 року тесть полкового писаря Опанаса Дем'яновича Яновського подарував своїй дочці Тетяні Лизогуб та онуку Василю хутір Купчин (Купчинський) в Шишацькій сотні Миргородського полку та інші населені пункти з чималими земельними угіддями. Ще за життя Василя Опанасовича хутір став називатися Яновщиною, а потім Василівкою. Там в родовому маєтку пройшли дитячі роки Миколи Гоголя.
У 1821 році в селі було зведено Різдвяно-Богородицьку церкву. Тоді ж Василь Гоголь-Яновський перебудував старий будинок у готичному стилі на новий у стилі класицизму. Також він збудував водяний млин, цегельний завод, винокурню, влаштував ставки та парк.

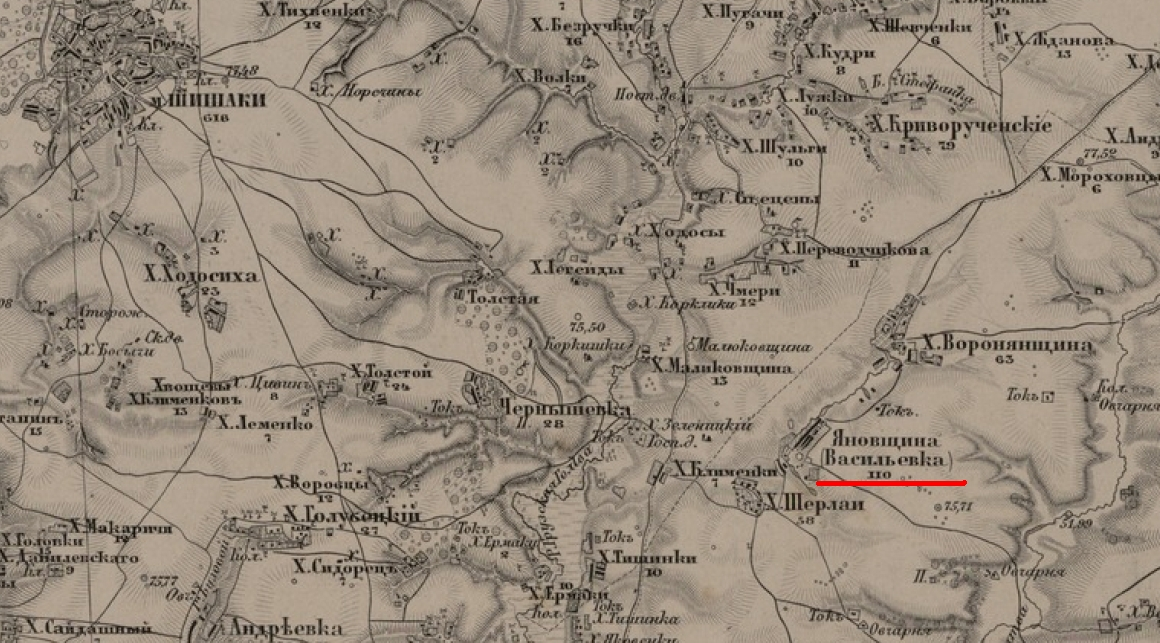
Яновщина (Василівка) на карті 1878 року

Микола Гоголь тут проживав з 1809 по 1818 рік. Після смерті його батька Василя Панасовича, його мати Марія Іванівна перепланувала родовий будинок. Тоді ж були зведені огорожа будинку та дзвіниця церкви. Після смерті Марії Іванівни сестра Миколи Гоголя Ольга знесла старий батьківський будинок і побудувала новий.
Згідно з переписом 1859 року у Василівці нараховувалось 63 двори та 417 мешканців. У 1883 році село належало сестрам Миколи Гоголя — О. Головні та Г. Гоголь, а також племіннику В. Бикову.
У жовтні 1896 року у Василівці відкрилося Гоголевське земське училище. Тоді місцеві мешканці зібрали 800 карбованців для будівництва музею та пам'ятника Миколі Гоголю. До 1917 року тут у родовому будинку Гоголів зберігались деякі особисті речі письменника: натільний хрест, печатка, тростина, палітра для фарб, фрак, гербарій, знімок з картини Рафаеля, іконки.
На 1 лютого 1925 року центр Яновщанської (Яновщинської) сільської ради Баляснівського району Полтавської округи Полтавської губернії. У 1926—1928 роках центр Яновщинської сільради Баляснівського району Полтавської округи
12 червня 2020 року, відповідно до розпорядження Кабінету Міністрів України № 721-р «Про визначення адміністративних центрів та затвердження територій територіальних громад Полтавської області», село увійшло до складу Шишацької селищної громади.
19 липня 2020 року, в результаті адміністративно — територіальної реформи та ліквідації Шишацького району, село увійшло до складу новоутвореного Миргородського району Полтавської області.

## Визначні пам'ятки

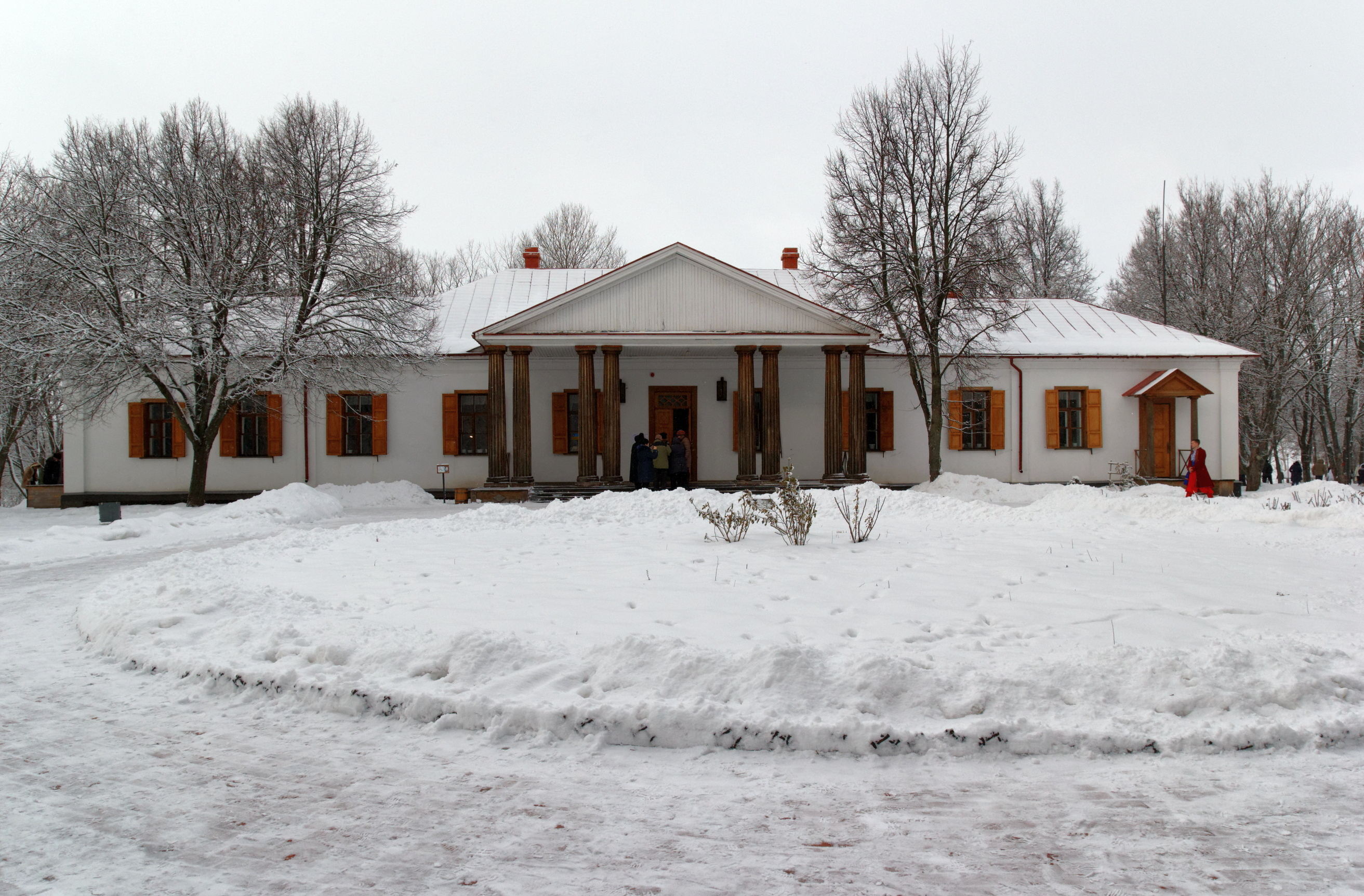
Музей-садиба Миколи Гоголя

У селі є Музей-садиба Миколи Гоголя. Тут був родовий маєток Гоголів, де письменник провів свої дитячі та юнацькі роки (на той час населений пункт називався Василівка).
У XVIII ст. перейшла батькам Миколи Гоголя у спадщину.
1943 р. — залишився лише фундамент, але в 1984 р. до 175-річчя з дня народження Гоголя садиба була відтворена. Посаджено новий парк. Зроблено ставки в парку, альтанки, грот. Все так, як було за життя письменника. Відбудували старий флігель, який був робочим кабінетом. Встановили пам'ятник Гоголю.
Садиба відтворена за фотографіями, малюнками, планами, листами і спогадами сучасників. Відновлено батьківський будинок і флігель з робочим кабінетом Миколи Гоголя, збереглися ставки, грот, сад, могила батьків.

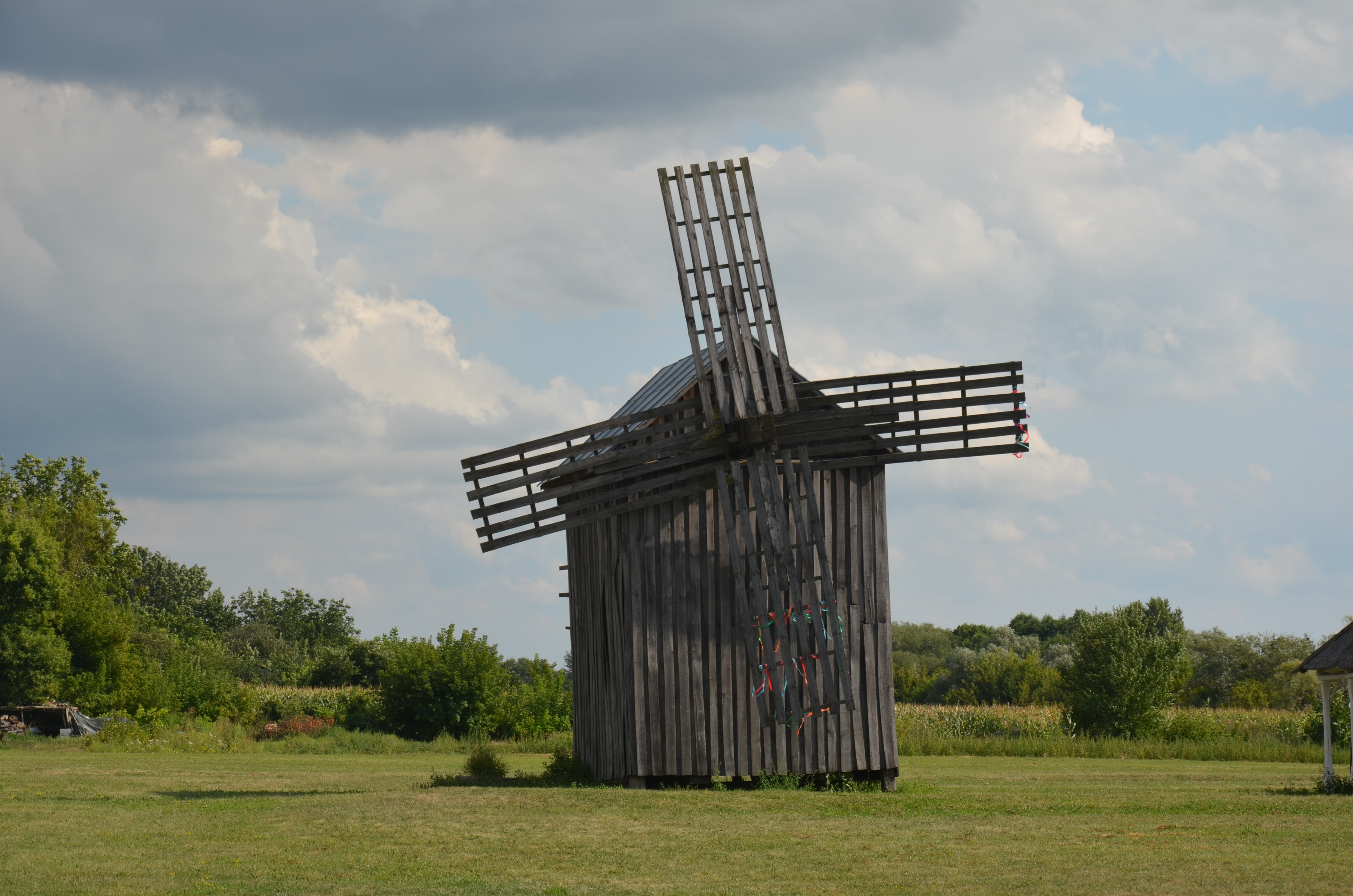
Вітряк, Гоголеве

Силами ініціативної групи відроджується Церква Різдва Пресвятої Богородиці.

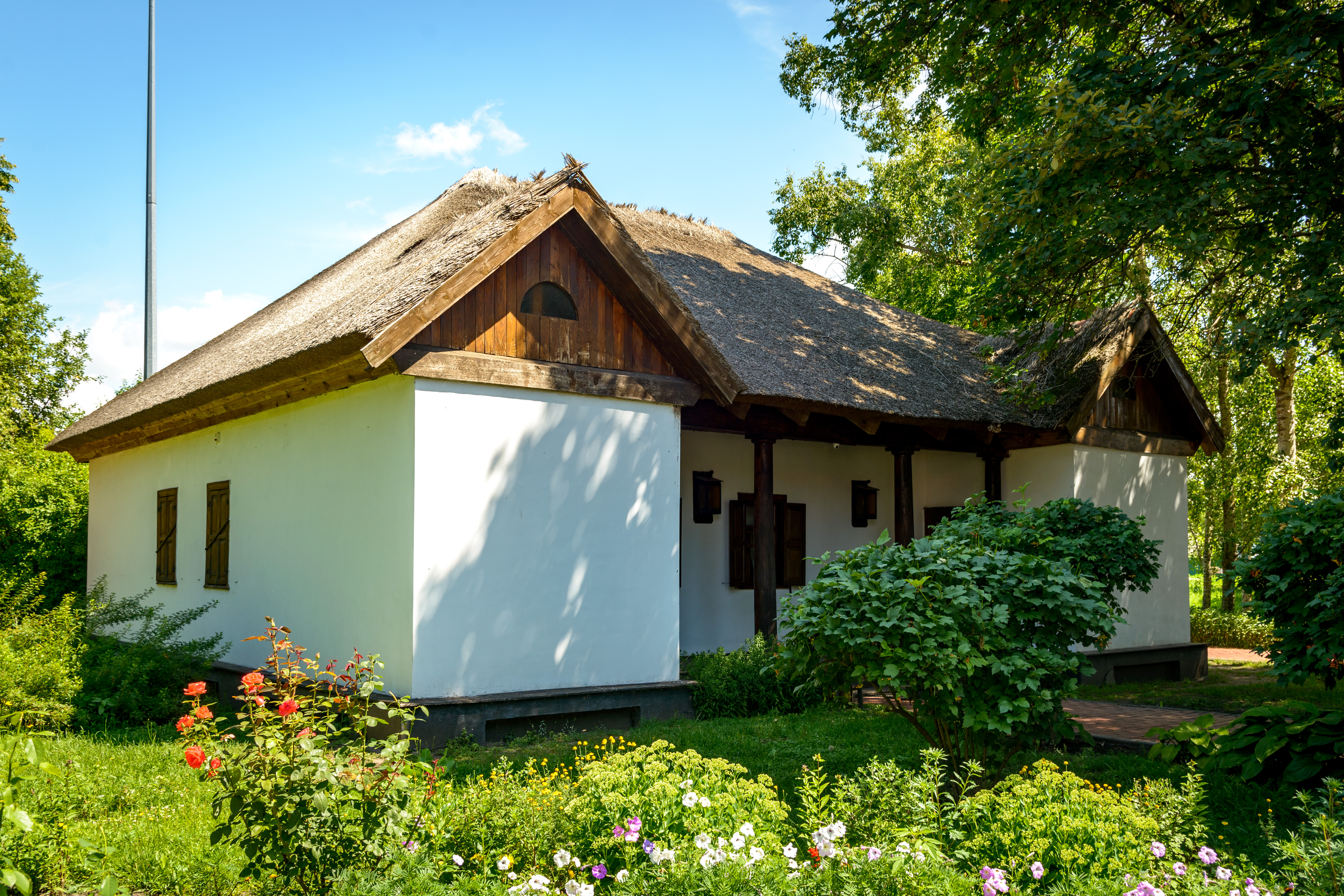
Музей-садиба М. Гоголя

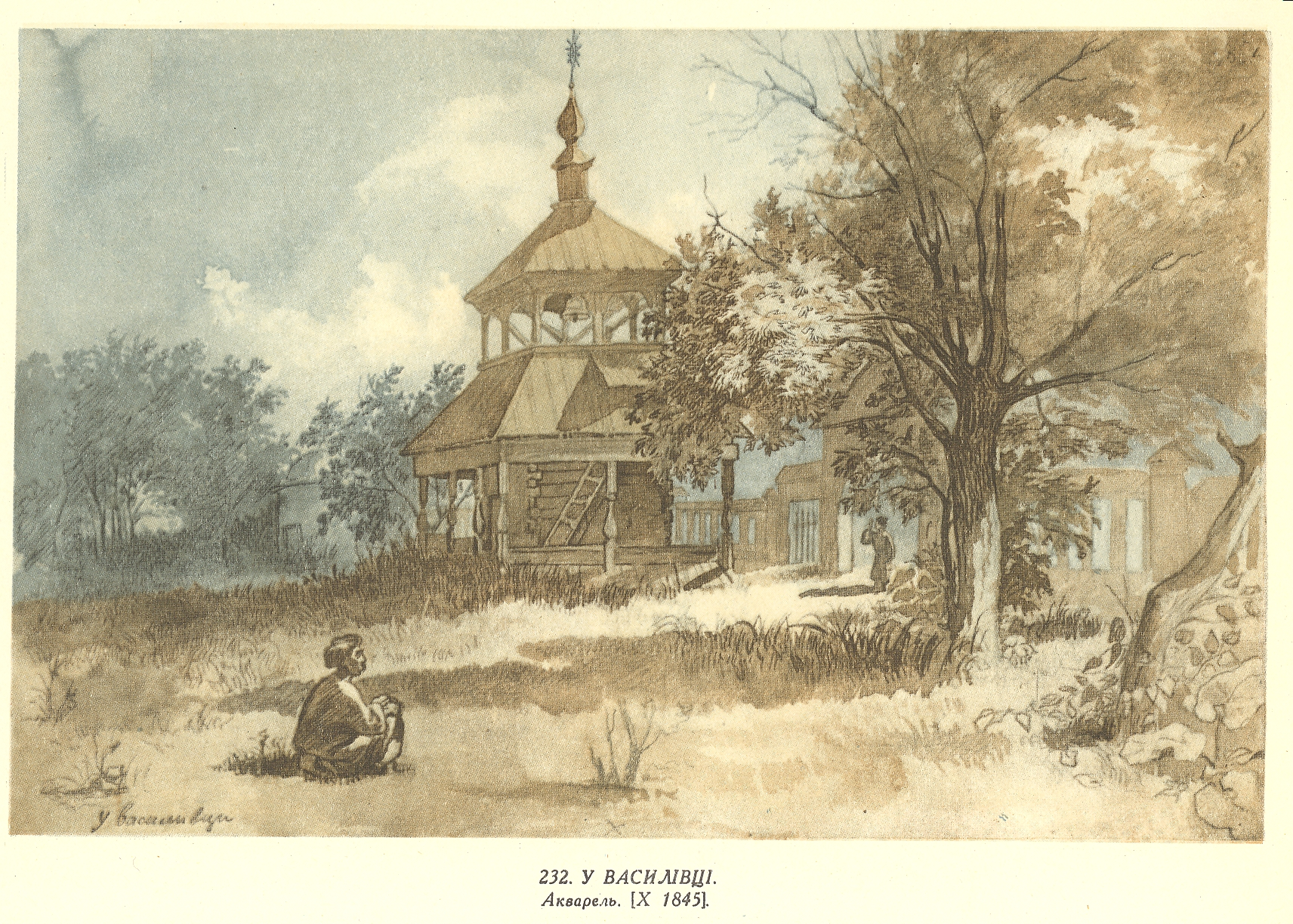
У Василівці — малюнок Шевченка з альбому 1845 року

## Спорт
Місцевий аматорський футбольний клуб «Зоря», який бере участь переважно в змаганнях районного рівня, в 2007 році виграв турнір у другій лізі чемпіонату області, а в наступному сезоні став срібним призером Полтавщини.